# Ginyanga
El ginyanga (o agnagan, o anyanga (etnònims), o genyanga) és una llengua guang septentrional que parlen els anyangues a la regió Central de Togo. El 2012 hi havia 16.500 parlants de ginyanga (d'un grup ètnic de 12.500 persones) i segons el joshuaproject n'hi ha 17.000. El seu codi ISO 639-3 és ayg i el seu codi al glottolog és giny1241.

## Família lingüística
Segons l'ethnologue, el ginyanga forma part del subgrup de llengües guangs septentrionals, que formen part de la família de les llengües kwa, que són llengües Benué-Congo. Les llengües guangs septentrionals són: el chumburung, el dwang, el foodo, el dompo, el gikyode, el gonja, el kplang, el krache, el nawuri, el nchumbulu, el nkami, el nkonya i el tchumbuli. Segons el glottolog el ginyanga forma part juntament amb el gikyode del subgrup de les llengües gikyode-ginyangues, que són llengües guangs de la muntanya Oti juntament amb el nawuri.

## Situació geogràfica i pobles veïns
El territori de parla ginyanga està situat a l'oest i al sud de la ciutat de Blitta, a la prefectura homònima a la regió Central de Togo.
Segons el mapa lingüístic de Togo de l'ethnologue, el territori anyanga està situat al nord de la meitat meridional de Togo. Els anyangues fan frontera amb els adeles a l'oest; amb el territori dels kabiyès, dels nawdms, dels lames i dels tems al nord, al sud i a l'oest; i amb el territori dels kpessis, al sud-est.

## Dialectes i semblança amb altres llengües
El ginyanga no té cap dialecte però és molt semblant al gikyode, que es parla a Ghana.

## Sociolingüística, estatus i ús de la llengua
El ginyanga és una llengua vigofosa (EGIDS 6a): tot i que no està estandarditzada, és parlada per persones de totes les edats i generacions tant en la llar com entre la societat i la seva situació és sostenible. Menys de l'1% dels parlants de ginyanga estan alfabetitzats en aquesta llengua. Els anyangues també parlen ewe, francès, gen i tem.